# Envoyer à Coventry
Pour les articles homonymes, voir Coventry (homonymie).

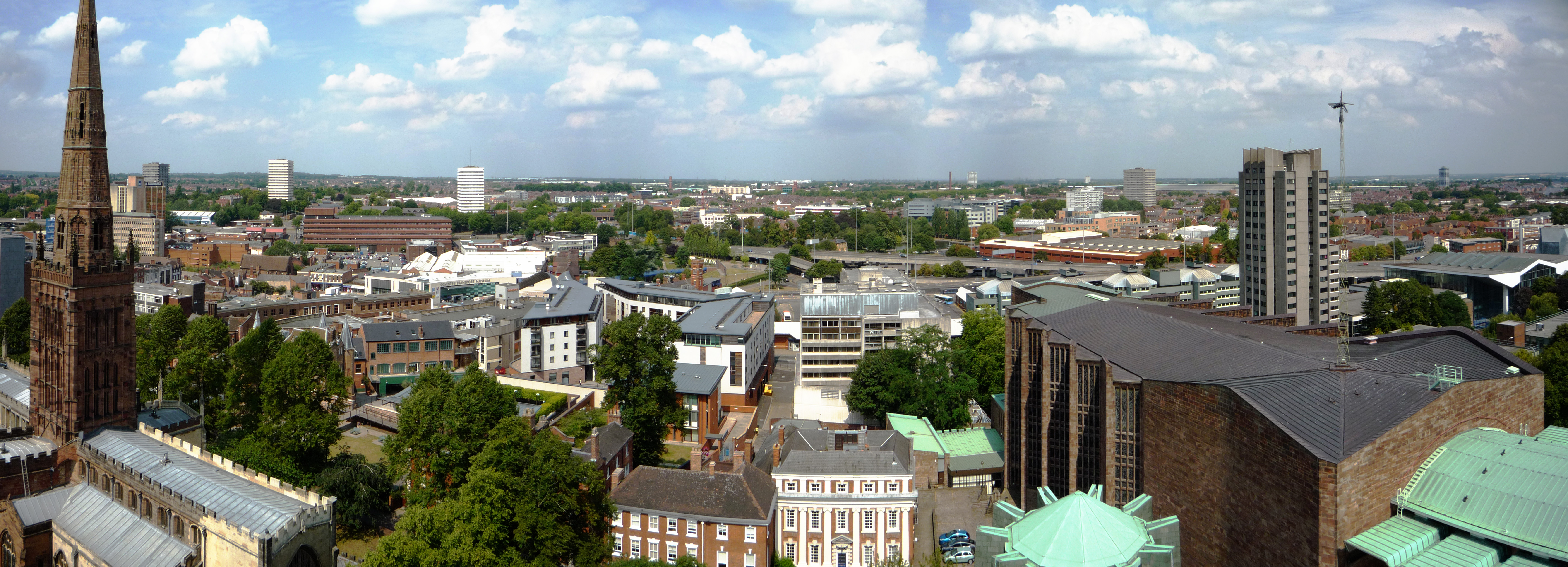
Une vue de Coventry, la ville anglaise dont l'expression tire son nom

Envoyer quelqu'un à Coventry (en anglais To send someone to Coventry) est une expression de la langue anglaise qui signifie ostraciser une personne de manière délibérée. En règle générale, cela se fait en ne lui adressant pas la parole, en évitant sa compagnie et en agissant comme si elle n'existait plus. Les victimes sont traitées comme si elles étaient complètement invisibles et inaudibles. Dans cette phrase, Coventry fait référence à la ville cathédrale des West Midlands.

## Origine
L'origine de la phrase est inconnue mais il est très probable que les événements de Coventry pendant la guerre civile anglaise des années 1640 a joué un rôle. Une des hypothèses se fonde sur l'histoire de la rébellion et des guerres civiles en Angleterre, d'Edward Hyde, 1er comte de Clarendon. Dans cet ouvrage, Clarendon raconte comment les troupes royalistes capturées à Birmingham étaient expédiées en captivité à Coventry, un bastion parlementaire, où elles recevaient souvent un accueil peu chaleureux des habitants[réf. nécessaire].
Un livre intitulé Vies des Criminels les plus remarquables  (1735) relate que Charles II aurait promulgué un décret par lequel toute personne coupable de malveillance préméditée en se mettant illégalement à l'affut pour couper ou rendre inopérante la langue, arracher un œil, trancher le nez ou couper le nez ou la lèvre d'un sujet de Sa Majesté... sera punie de mort. C'est ce qu'on a appelé le Coventry Act, du nom de Sir John Coventry MP, qui avait eu le nez sectionné jusqu'à l'os par des assaillants.
Certains[Qui ?]  ont suggéré que l'expression dérive de l'ostracisme qui fut le lot du légendaire Peeping Tom de Coventry[réf. nécessaire]. Cependant il est alors étonnant qu'aucune utilisation de cette phrase ne soit répertoriée à partir de 1050 (date approximative du conte) jusqu'au premier exemple donné par l' Oxford English Dictionary, daté de 1647. De plus, cette origine n'est pas étayée par le Brewer's Dictionary of Phrase and Fable (1981), l' Oxford English Dictionary (1986) ou le Partridge's Dictionary of Slang and Unconventional English (1961).
Un des premiers exemples de l'expression est tiré du livre du Club de la chasse à Tarporley (1765) : « M. John Barry ayant envoyé les chiens à un autre endroit que celui demandé a été envoyé à Coventry, mais en est revenu après avoir offert six bouteilles de Claret à la compagnie des chasseurs. » En 1811, son sens est ainsi défini dans Le Dictionnaire de la langue vulgaire de Grose : « Envoyer quelqu'un à Coventry; une punition infligée par des officiers de l'armée à ceux de leurs compagnons d'armes qui sont en colère ou qui se sont rendus coupables de comportement répréhensible, qui ne méritent pas d'être portés à la connaissance d'une cour martiale. La personne envoyée à Coventry est considérée comme absente; nul ne doit lui parler ni répondre aux questions qu'il pose, sauf en matière de service, sous peine d'être également envoyé au même endroit. Sur une soumission appropriée, le pénitent est rappelé et accueilli par le mess, comme s'il était de retour d'un voyage à Coventry. » Selon William Clark dans Tales of the Wars (1836), l'expression provient d'une histoire à propos d'un régiment stationné dans la ville de Coventry mais mal reçu et privé de services.